# Beringova polarna lisica
Beringova polarna lisica (lat. Vulpes lagopus beringensis, sin. Alopex lagopus beringensis), podvrsta polarne lisice s Beringovog otoka, jednom od Komandorskih otoka u Beringovom moru.
Beringova polarna lisica istraživana je od veljače 1991 do ožujka 1993, i nakon nje lisice s otoka Medni od srpnja do kolovoza 1993.